# Scania P/G/R-serie
Scania P/G/R-serie, även känd som Scania LPGRS-serie och Scania PGRT-serie, är den nuvarande serien tunga lastbilar tillverkade av det svenska tillverkaren Scania. 

## Historik
Serien var först introducerad som efterträdare till 4-serien under våren 2004 med modellen Scania R-serie, följd av Scania P-serie och torpedmodellen Scania T-serie senare samma år. 2005 slutade dock tillverkningen av T-serien, och 2007 introducerades istället Scania G-serie som ersättare. Hela serien är modulär, med många olika konfigurationer för olika typer av lastbilar. Serien är tillgänglig med motorer från en 7-liters rak-6:a till en 16-liters V8, med V8-motorn endast tillgänglig på R-serien och S-serien (och tidigare T-serien). Den andra generationen lastbilar introducerades i augusti 2016 med den nya modellen Scania S-serie, som även är den första modellen med helt platt golv. I december 2017 introducerades modellen Scania L-serie med låghytt.

## Första generationen (2004–2016)

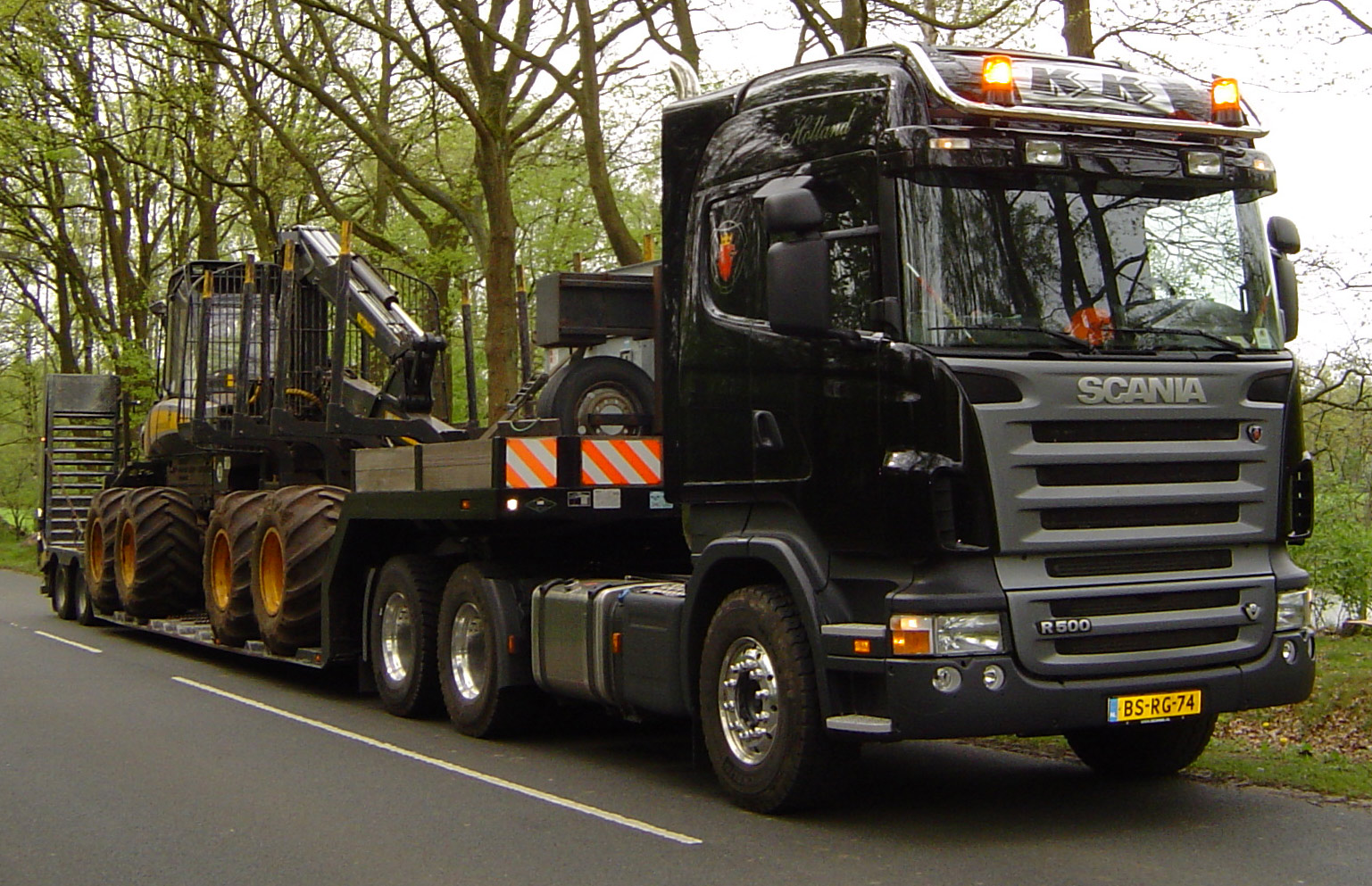
Scania R500 LA6x2HHA dragbil innan 2009 års ansiktslyft i Nederländerna.
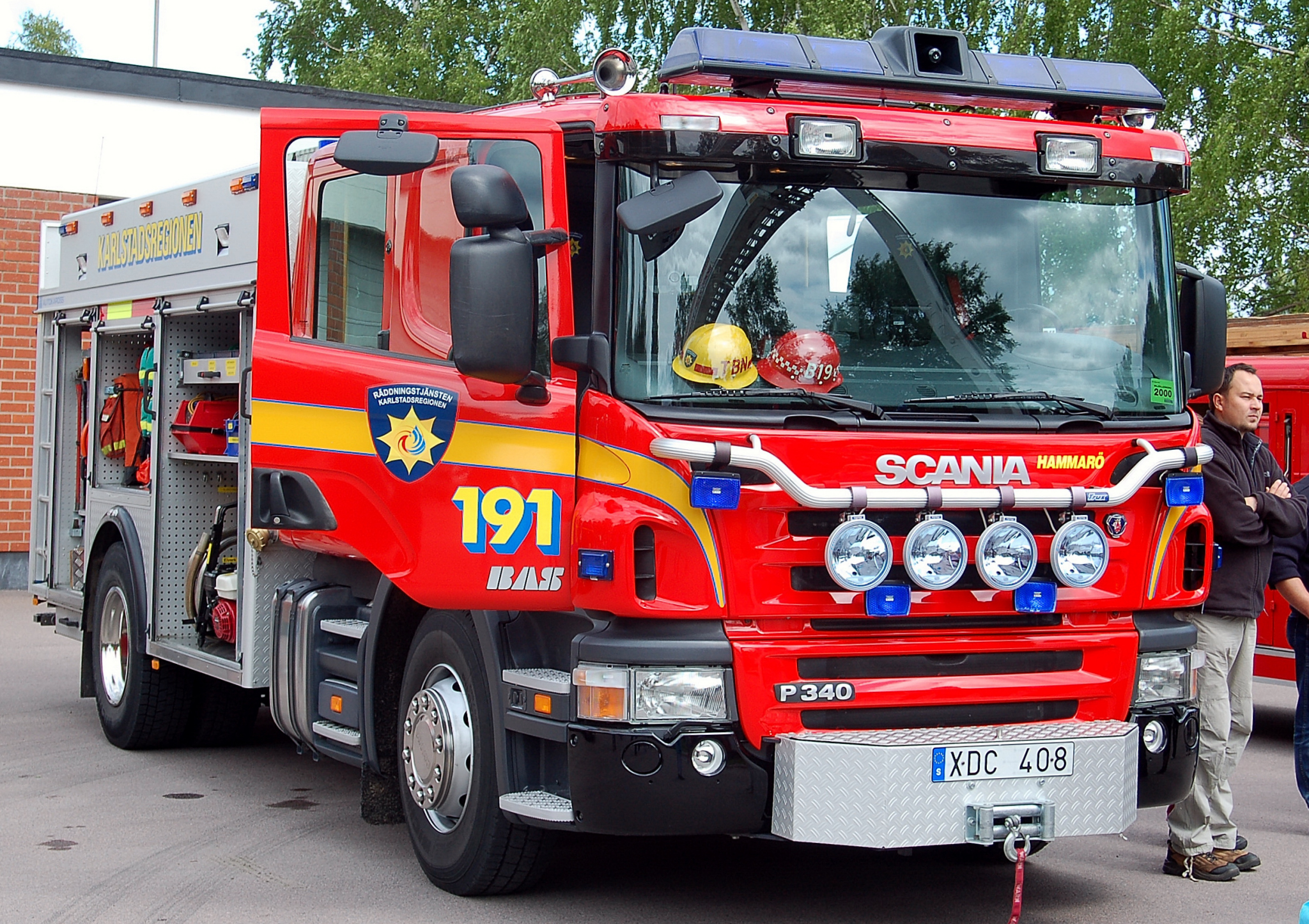
Scania P340 LB4x2HHA brandbil i Hammarö.
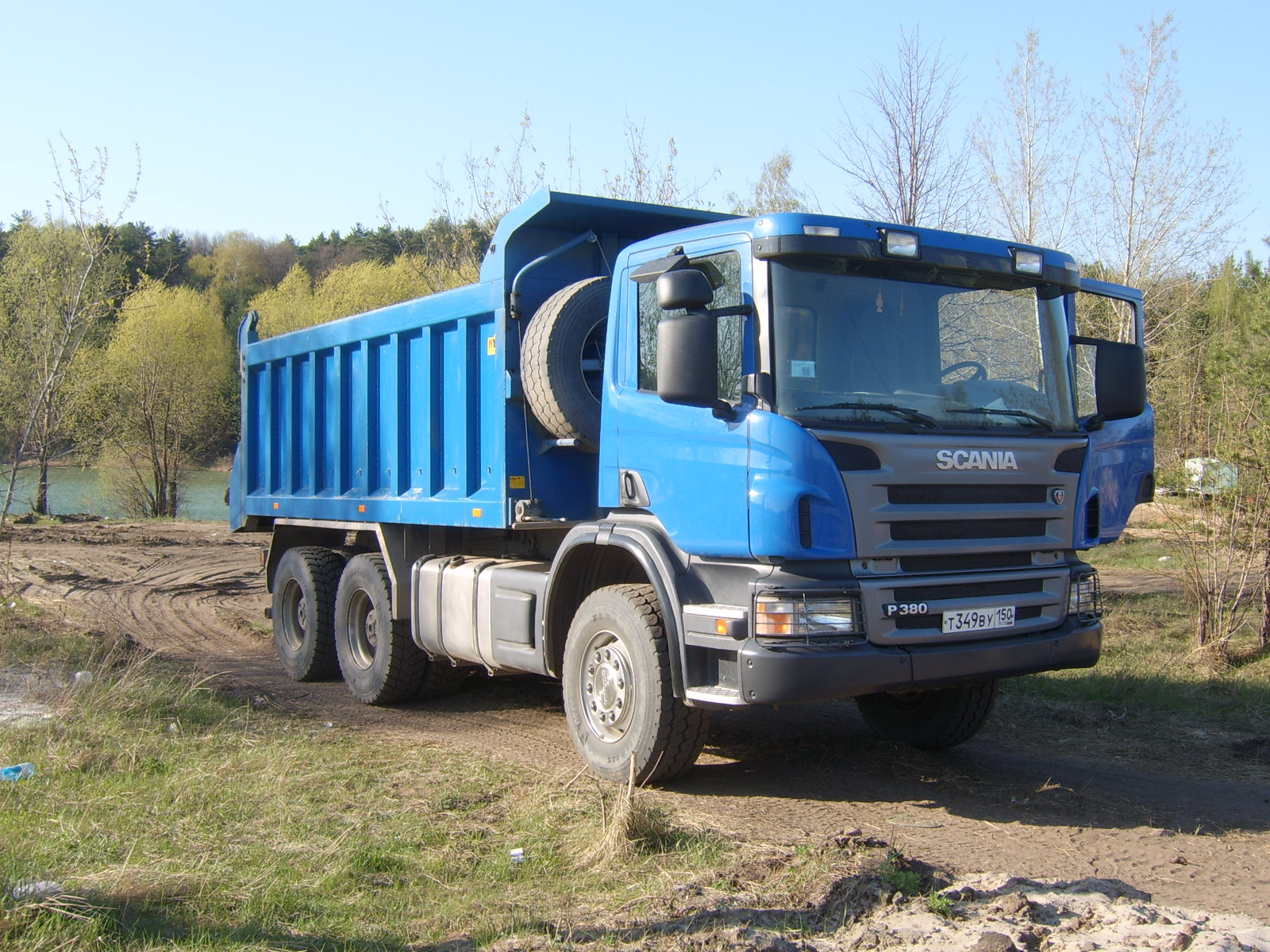
Scania P380 anläggningsbil i Ryssland.
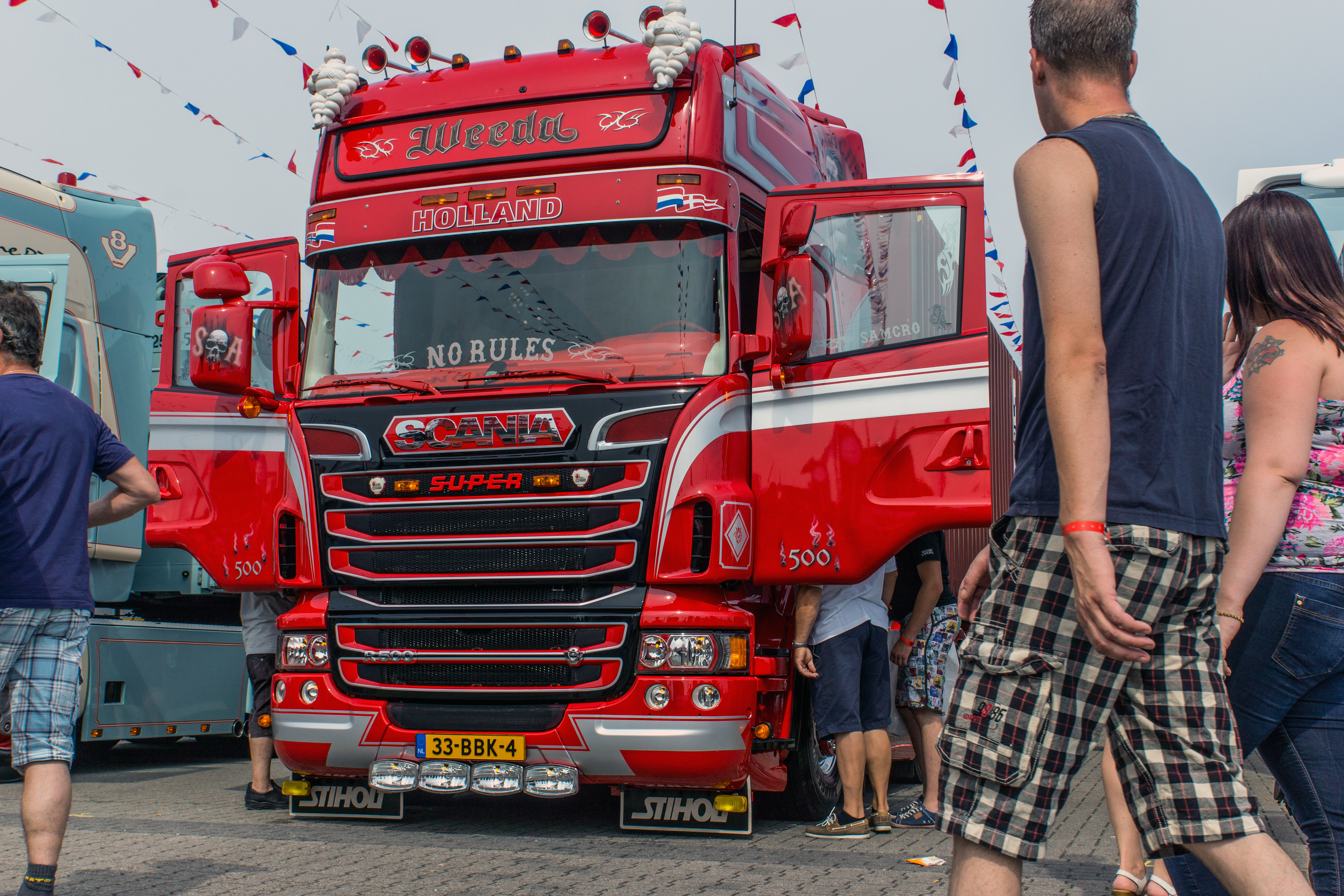
Customiserad Scania R500 med 2009 års ansiktslyft.
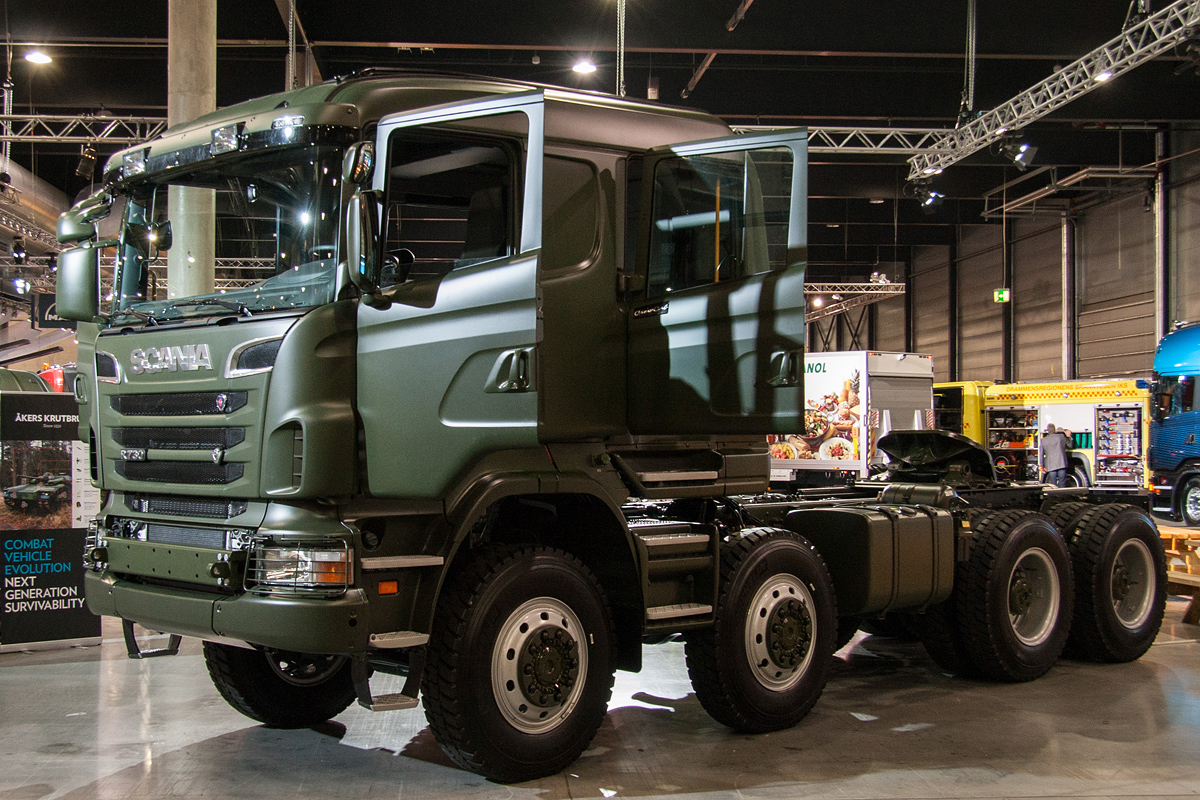
Scania R 730 CA8x8EHZ med CR31 CrewCab, i Lillestrøm, Norge.

Serien introducerades med R-serien den 31 mars 2004 och ersatte modellerna R94, R114, R124 och R164 från 4-serien. Den bestod av 65 procent av samma komponenter som dess företrädare, men med en ny hyttdesign, ny interiör och andra tekniska förbättringar. Fullskalig produktion började i Södertälje i april, i Zwolle i maj och i Angers i juni. Vid introduceringen av serien var alla motorerna Euro III, men en Euro IV motor på 420 hk släpptes i september 2004. Den 20 augusti intoducerades P- och T-serien, vilket kompletterande serien och ersatte alla modeller från 4-serien. Serien visades första gången för allmänheten vid IAA i Hannover i slutet av september. Produktion av 4-serien fortsatte dock i Latinamerika i São Bernardo do Campo, men omlanserades i oktober 2004 Série Evolução (Evolution Serien), med motorer från P/T/R-serien.
I oktober 2005 bestämde Scania att lägga ner T-serien efter att försäljningssiffrorna miskat. Under det sista årtiondet hade siffrorna halverat i Europa och nästan 90 procent i Latinamerika. 2004 hade mindre än 1 000 torpedbilar sålts världen över, vilket betydde att det inte fanns någon marknad för den längre. I slutet av 2006 introducerade Scania en låghyttsversion av P-serien kallad CP19E, speciellt designad för sopbilar, där föraren behöver röra sig mycket ut och in i hytten. Hytten var inriktad som konkurrent till Mercedes-Benz Econic.
Den 5 september 2007 lanserades den nya G-serien med en hytt mellan P- och R-serien. Den ska inte förväxlas med den gamla G-hytten på 2- och 3-serien, som var ännu lägre en P-serien, eller G-chassit på 4-serien (kallad 94G). Den 9 oktober 2007 lanserades den nya serien i Latinamerika, och den omlanserade 4-serien slutade tillverkas. I april 2008 lanserades Scanias första etanoldrivna lastbil.
Den 17 september 2009 lanserades en uppgraderad version av R-serien med bland annat ny interiör, större öppningar i grillen, en ny version av växellådan Opticruise med automatisk koppling och ett datorsystem som ger tips till föraren för att spara så mycket bränsle som möjligt, och ett förarsupport system. G-serien fick en uppdatering kort därefter, och P-serien 2011.
I april 2010 introducerade Scania en ny version av sin V8-motor, med ett maximum av 730 hk och 3500 N·m i lastbilar, som även förberedde för framtida Euro VI krav.

## Andra generationen ”Next Gen” (2016–)

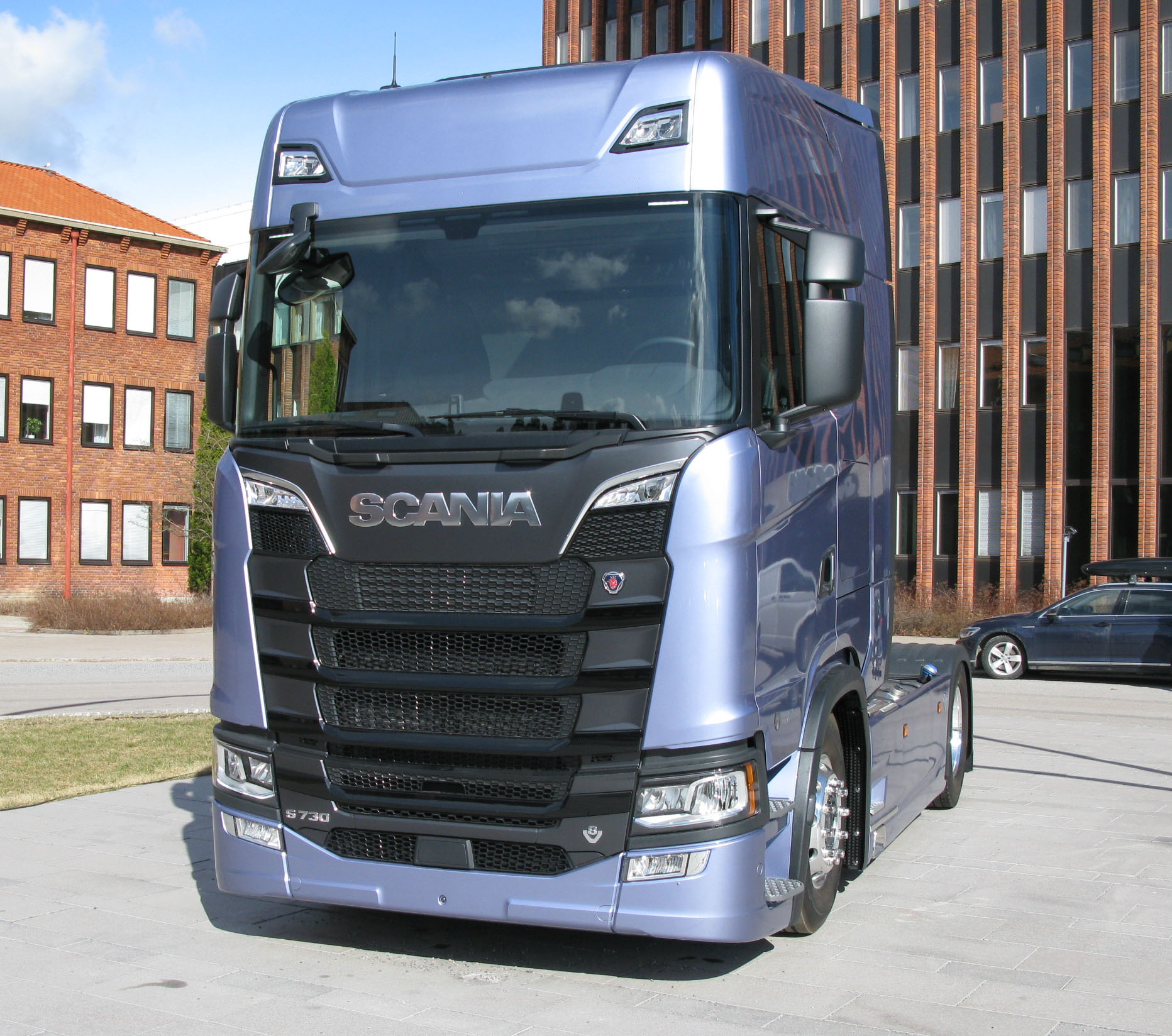
Andra generationen Scania S730 V8 vid Scanias huvudkontor i Södertälje.
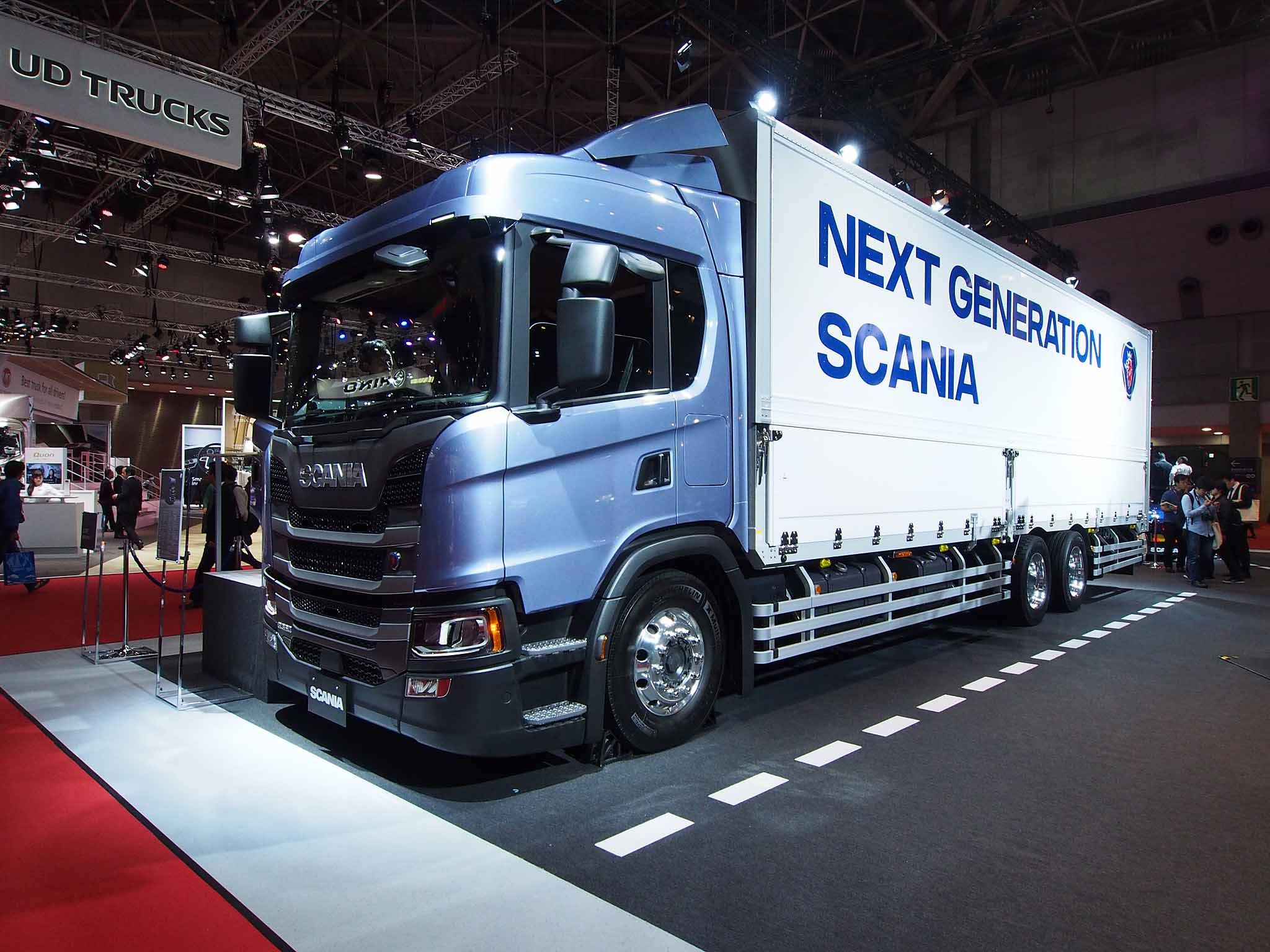
Andra generationen Scania G360 vid Tokyo Motor Show.
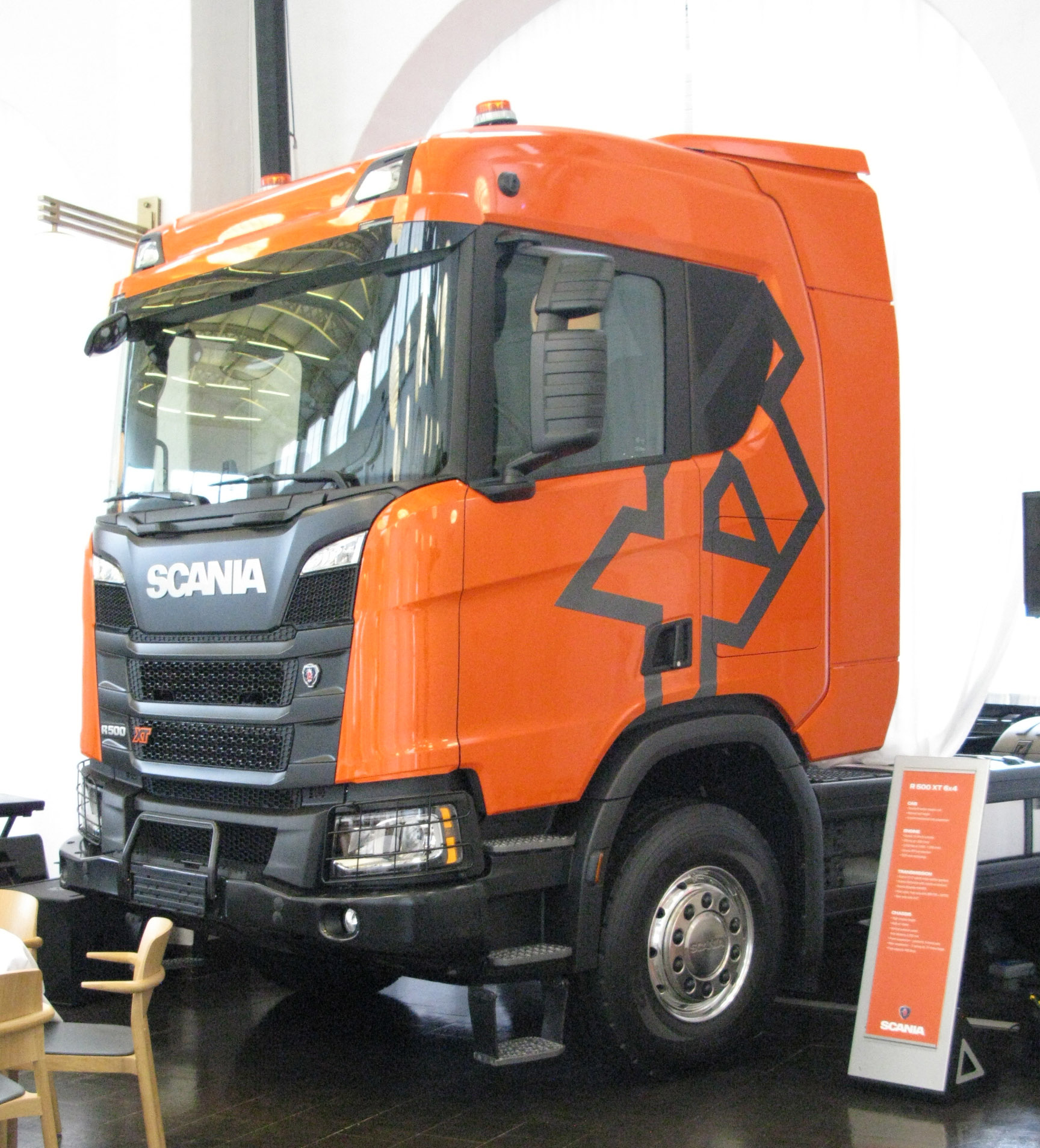
Scania R500 XT.
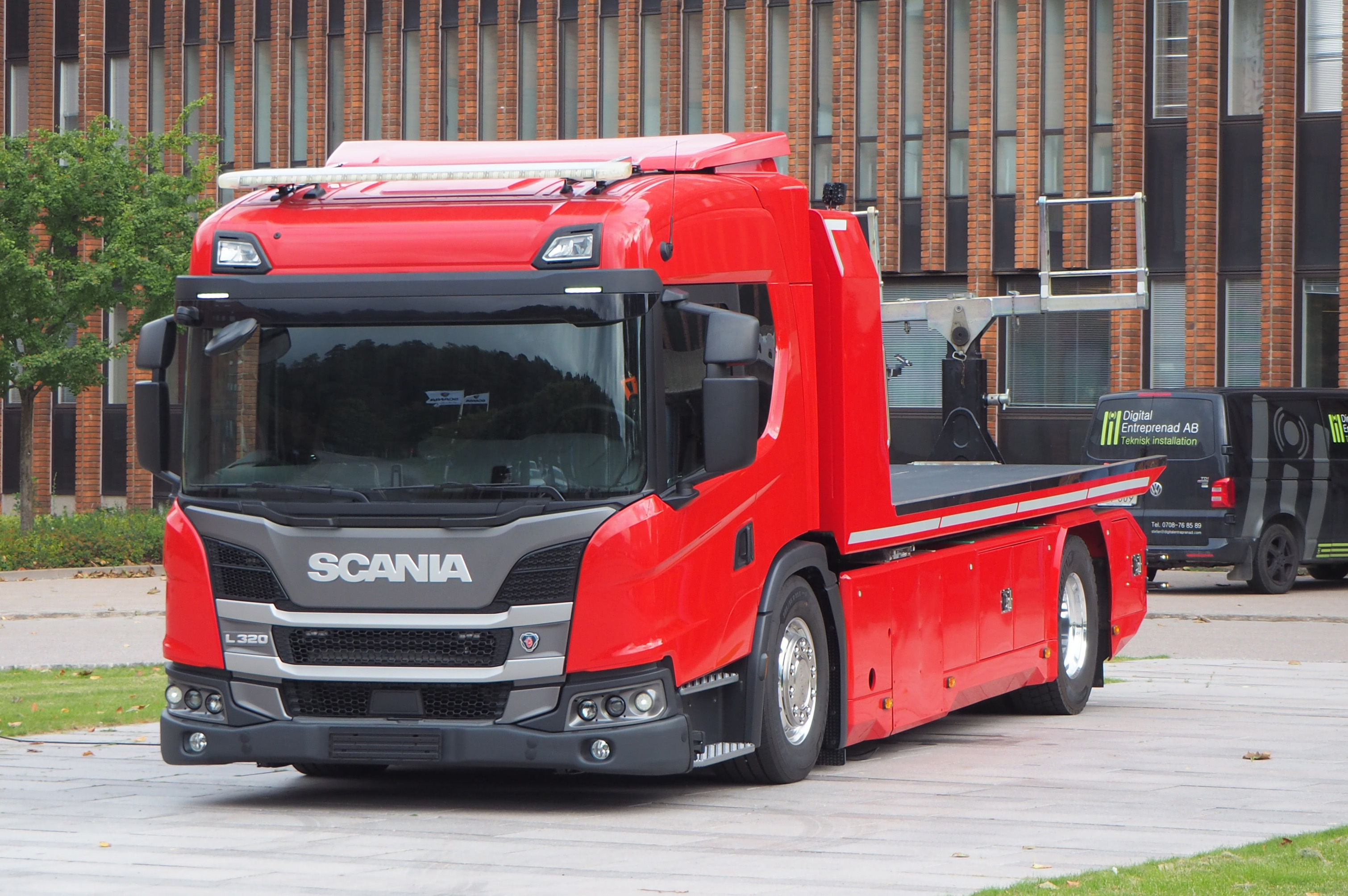
Scania L320 som bärgningsbil.

Sedan Scania skrivit kontrakt med Porsche Engineering i augusti 2010, har en helt ny hytt varit i utveckling. Sedan 2014 har flera prototyper setts i Sverige, Spanien och Norge. Den andra generationen introducerades vid Grand Palais i Paris den 23 augusti 2016. Den nya R-serien och S-serien premiärvisades även där. Den nya generationen visades för första gången för allmänheten vid Elmia Lastbil i Jönköping den 24 augusti.

### Scania L-serie
I december 2017 introducerades den nya L-serien. Den nya serien bestod av en ny hyttkonfiguration med låghytt. Scanias låghyttversion hade dock funnits tidigare på den tidigare generationen av P/G/R-serien då den ingick i P-serien.
Serien finns med motoralternativ från 220 till 500 hästkrafter.

### Scania XT
Scania XT-serien introducerades i september 2017 och är en specialversion av den andra generationens lastbilar. Modellen är mer anpassad för terrängkörning och är främst riktad åt anläggningsmarknaden.

## Modellbeteckningar
Scania använder olika beteckningar för olika modeller. Modellnamnet kommer från hyttkonfiguration följande av antalet hästkrafter, till exempel R730, G440 eller P270.

### Komplett fordon

#### Hytter
- L: Lågbyggd hytt (2017–)
- P: Låg hytt
- G: Mediumhytt
- R: Näst största hytt[a]
- S: Största hytten med platt golv (2016–)
- T: Torpedbil (2004–2005)

#### Typ av användningsområde
- L: Fjärrtransport
- D: Distribution
- C: Anläggning

#### Chassin
- A: Dragbil
- B: Karosseri

#### Axelkonfiguration
- 4x2: Två axlar
- 4x4: Två axlar, allhjulsdrift
- 6x2: Tre axlar, boggiaxel
- 6x2/2: Tre axlar, fjädrings-pusheraxel
- 6x2/4: Tre axlar, styrande pusheraxel
- 6x2*4: Tre axlar, styrande tagaxel
- 6x4: Tre axlar, dubbel drivaxel
- 6x6: Tre axlar, allhjulsdrift
- 8x2: Fyra axlar, dubbla framaxlar, fjädrings-tagaxel
- 8x2/4: Fyra axlar, styrande pusheraxel, fjädrings-tagaxel
- 8x2*6: Fyra axlar, dubbla framaxlar, styrande tagaxel
- 8x4: Fyra axlar, dubbla framaxlar, dubbel drivaxel
- 8x4*4: Fyra axlar, en framaxel, dubbla drivaxlar, styrande tagaxel
- 8x8: Fyra axlar, allhjulsdrift

#### Plattform
- M: Medium, transporter på slätare mark
- H: Heavy, transporter på lättare terräng
- E: Extra-heavy, transporter på tyngre terräng

#### Chassihöjd
- E: Extra låg
- L: Låg
- N: Normal
- S: Halvhög
- H: Hög

#### Fjädring
- A: Bladfjäder fram och luftfjädring bak
- B: Luftfjädring bak och fram
- Z: Bladfjäder bak och fram

### Hytter

#### Hyttlängd
Distans mätt i decimeter mellan fram- och bakväggen.
- 14: Kort hytt
- 16: Daghytt
- 19: Sovhytt
- 28: CrewCab (5−6 personer)
- 31: Long CrewCab (6−8 personer)
- 32: Förlängd sovhytt